# Gustav Schilling
Friedrich Gustav Schilling (ur. 3 listopada 1805 w Schwiegershausen, zm. w marcu 1880 w Crete w stanie Nebraska) – niemiecki muzykolog i leksykograf.

## Życiorys
Był synem pastora. W latach 1823–1830 studiował teologię na uniwersytetach w Getyndze i Halle. Od 1830 do 1836 roku pełnił funkcję dyrektora szkoły muzycznej w Stuttgarcie. Działał jako pisarz, publikując artykuły na tematy muzyczne, religijne i społeczne. Powołał do życia Deutsche National-Verein für Musik und ihre Wissenschaft, pełnił funkcję jego sekretarza i w latach 1839–1843 wydawał roczniki towarzystwa. Został odznaczony przez króla pruskiego Fryderyka Wilhelma III (1835) i króla Belgii Leopolda I (1839). W 1840 roku otrzymał tytuł radcy dworskiego księstwa Hohenzollern-Hechingen. W 1857 roku z powodu długów lub problemów politycznych wyemigrował do Stanów Zjednoczonych. Bezskutecznie próbował założyć w Nowym Jorku konserwatorium. Później osiadł w Nebrasce, gdzie zmarł na farmie swojego syna.
Opublikował ponad 20 książek o tematyce muzycznej. Jego głównym dziełem jest Encyclopädie der gesammten musikalischen Wissenschaften, oder Universal-Lexicon der Tonkunst (6 tomów, 1835–1838; 2. wyd. w 7 tomach 1840–1842). Praca ta ma historyczne znaczenie jako zbiór informacji o ówczesnych muzykach oraz świadectwo początku rozwojów leksykografii muzycznej. Ponadto napisał m.in. Versuch einer Philosophie des Schönen in der Musik (1838), Lehrbuch der allgemeinen Musikwissenschaft (1840), Geschichte der heutigen oder modernen Musik (1841), Das Musikalische Europa (1842), Musikalische Dynamik oder die Lehre vom Vortrage in der Musik (1843), Der Pianist (1843), Franz Liszt (1844), Sicherer Schlüssel zur Kunst der Clavier-Virtuosität (1844), Die Schöne Kunst der Töne (1847), Musikalische Didaktik (1852), Allgemeine Volksmusiklehre (1852) i Akustik oder die Lehre vom Klange (1856).